# O-Ie Sōdō
Le O-Ie Sōdō (御家騒動, tradotto conflitto in famiglia) furono dispute familiari tra samurai e classi aristocratiche in Giappone, avvenute particolarmente durante il periodo Edo. La più famosa fu la Date Sōdō che scoppiò all'interno della famiglia Date negli anni 1660-70.
Le dispute familiari per la successione del clan furono eventi molto importanti durante il periodo Edo perché minacciavano la stabilità dello shogunato Tokugawa. Questi eventi erano presi molto seriamente dallo shogunato ma divennero anche molto popolari tra i racconti dell'epoca dato l'interesse e le emozioni che avevano in quei tempi. Molte di queste dispute vennero raccolte in libri e addirittura raccontate in teatro o nei bunraku. Questo genere di rappresentazione veniva chiamato O-Ie-mono  (御 家 物?)  O-Ie-Kyōgen  (御 家 狂言?).

## Importanti dispute familiari
- 1608 – clan Tsutsui, dominio di Iga-Ueno (Tsutsui Sōdō)
- 1614 – Ōkubo Nagayasu (famiglia Ōkubo), dominio di Odawara
- 1617 – clan Mogami, dominio di Yamagata (Mogami Sōdō)
- 1626 – clan Sō, dominio di Tsushima (Yanagawa Iken)
- 1633 – clan Kuroda, dominio di Fukuoka
- 1634 – clan Tsugaru, dominio di Hirosaki (Funabashi Sōdō)
- 1635 – clan Kamei, dominio di Tsuwano (Enchi Sōdō)
- 1639 – clan Katō, dominio di Aizu
- 1640 – clan Ikoma, dominio di Takamatsu
- 1640 – clan Ikeda, dominio di Yamasaki
- 1640 – clan Sagara, dominio di Hitoyoshi (Oshimo no Ran)
- 1648 – clan Inaba, dominio di Fukuchiyama (Tamba-Fukuchiyama Sōdō)
- 1648 – clan Yoshida, dominio di Hamada
- 1648 – clan Kitsuregawa, dominio di Kitsuregawa
- 1660–1671 – clan Date, dominio di Sendai (Date Sōdō, Tsunamune Inkyo Jiken)
- 1679 – clan Matsudaira, dominio di Takata (Echigo Sōdō)
- 1697 – clan Date, dominio di Sendai (Tsunamura Inkyo Jiken)
- 1748 – clan Maeda, dominio di Kaga (Kaga Sōdō)
- 1754 – clan Satake, dominio di Akita (Satake Sōdō)
- 1759 – clan Sagara, dominio di Hitoyoshi (Take-teppō Jiken)
- 1808 – clan Shimazu, dominio di Satsuma
- 1824 – clan Sengoku, dominio di Izushi
- 1849 – clan Shimazu, dominio di Satsuma (Oyura Sōdō)